# آلفونس پارفوندری
آلفونس پارفوندری (انگلیسی: Alphonse Parfondry; ۱ ژانویهٔ ۱۸۹۶ – تاریخ ورودی نامعتبر است) دوچرخه‌سوار اهل بلژیک بود.